# NGC 1995
NGC 1995 هي مجرة تتبع كوكبة المرسمة. اكتشفها جون هيرشل في 28 ديسمبر 1834.

## روابط خارجية
- NGC 1995 على موقع ويكي سكاي: DSS2, SDSS, GALEX, IRAS, Hydrogen α, X-Ray, Astrophoto, Sky Map, Articles and images